# Alpfor

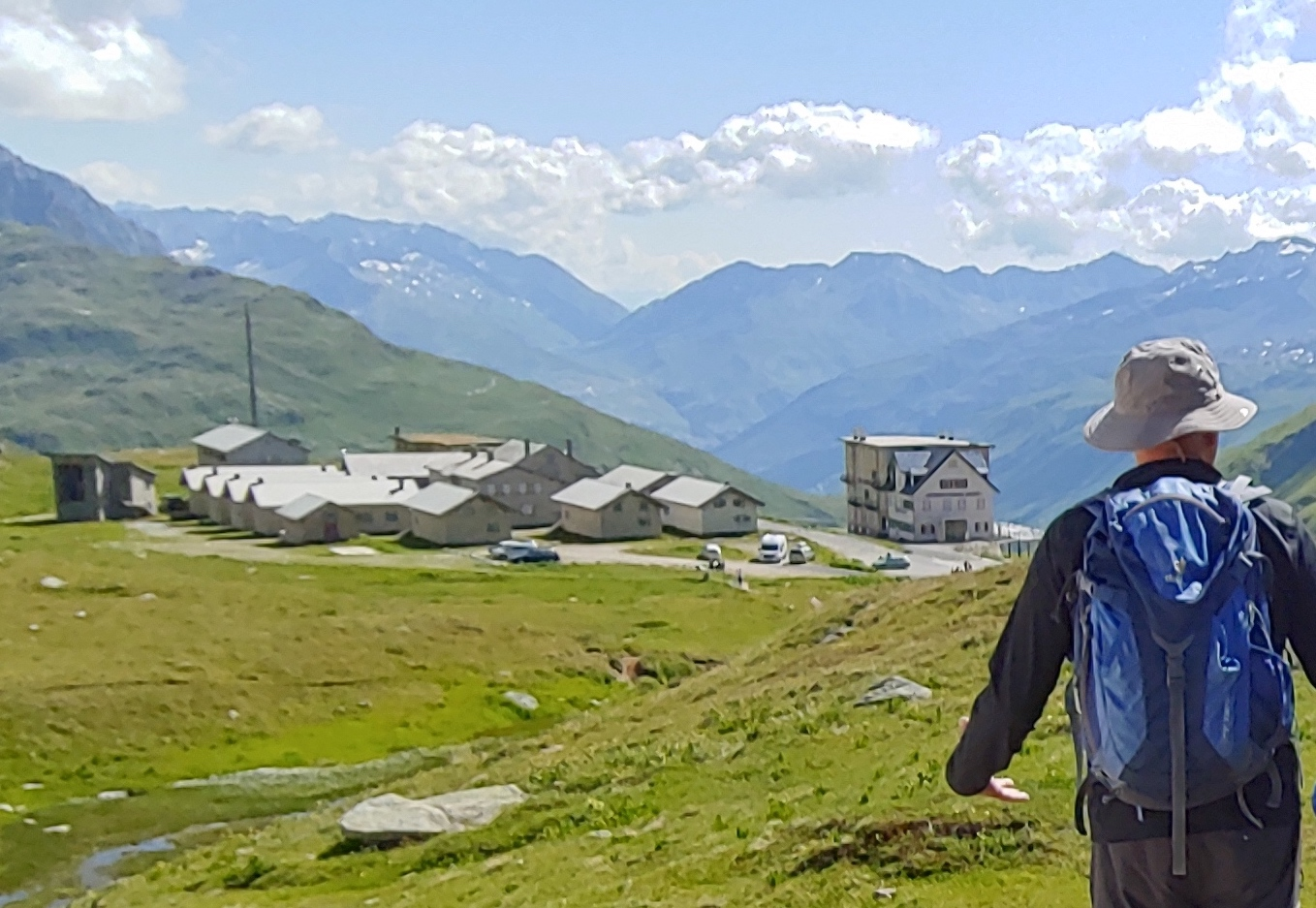
Blick nach Südosten auf Alpfor (im Vordergrund Christian Körner 2018)

Alpfor (Alpine Forschungs- und Ausbildungsstation Furka) ist eine Forschungsstation des Botanischen Instituts der Universität Basel in den Schweizer Alpen.

## Geschichte
Alpfor befindet sich auf der Passhöhe der Furka-Strasse in den Schweizer Zentralalpen (Kanton Uri) auf 2450 m ü. M. Das Projekt entstand auf Initiative des Botanischen Instituts der Universität Basel in Zusammenarbeit mit der Schweizer Armee und der Korporation Ursern, Andermatt. Drei Gebäude des ehemaligen militärischen Hochlagers «Furkablick» (erbaut 1917) sind zu einem Stützpunkt zur Erforschung des Hochgebirges und der Ausbildung geworden.

## Umwelt
Die Station ist Mitten in der alpinen Stufe in Europa einzigartig, da sonstige Stationen entweder in der Bergwaldstufe oder im ewigen Eis etabliert sind. Leichte Erreichbarkeit und eine äusserst grosse Reichhaltigkeit hochalpiner Lebensräume zeichnen die Region aus. Innerhalb von einem Kilometer um die Alpfor-Station lassen sich rund 300 Arten an Blütenpflanzen (Angiospermen) finden, was rund der Hälfte der Schweizer alpinen Flora entspricht. Dieser Artenreichtum wird erklärt durch die topographische Diversität sowie der verschiedenen geologischen Gegebenheiten. In unmittelbarer Stationsnähe treffen Kalk- und Silikatgestein aufeinander. Die zwei flächenmässig grössten Habitate der Region sind alpines Grasland dominiert von Carex curvula sowie offene Gesteinsvegetation. Das Gebiet um die Station stellt ausserdem die Wasserscheide von drei grossen Europäischen Flüssen (Rhone, Rhein, Po) dar.

## Leben auf der Station
Alpfor übernahm drei Gebäude der ehemaligen Militärstation. Haus Carex (eine ehemalige Gesundheitsstation) wird hauptsächlich von fest angestellten Mitarbeitern genutzt (z. B. Erika Hiltbrunner, Doktoranden, Zivildienstleistende). Es bietet Betten für 12 Personen in zwei Etagen. Das Haus Rumex (ebenfalls zweigeschossig) verfügt über einen Vortragsraum für 25 Personen, eine «Flora-Galerie» und eine kleine Teeküche im Untergeschoss sowie einen Schlafsaal mit 10 Betten in der oberen Etage. Haus Ibex (ehemalige Kantine und Unterkunft für Offiziere) ist ein dreistöckiges Gebäude mit einer grossen Küche, einem Speisesaal / Hörsaal für bis zu 100 Personen und acht Zimmern mit 2–4 Betten. In allen drei Häusern werden mehrere Arbeitsräume und moderne Sanitäranlagen angeboten. Alpfor kann bis zu 30 Besucher/Forscher/Studierende gleichzeitig aufnehmen.
Die Furka-Passstrasse ist zwischen Mai und Oktober geöffnet, Alpfor vom 1. Juni bis 30. September.

## Forschung und Ausbildung
Der Furkapass ist eine geeignete Region für die alpine Forschung. Seit 1991 haben verschiedene Feldstudien zum Verständnis alpiner Ökosysteme beigetragen. Als Summe dessen resultierte Alpine Plant Life (Christian Körner, Springer Publishers, 2003.), ein Lehrbuch zu funktioneller Pflanzenökologie alpiner Lebensräume.
Grosse Forschungsprojekte der Alpfor beschäftigen sich mit:
- Einfluss einer erhöhten CO2-Konzentration auf Wachstum, Produktivität und Wasserbeziehungen von Grünland- und Gletscher-Vorfeldvegetation
- Einfluss des Schneeschmelz-Zeitpunkts auf alpines Grasland
- Auswirkungen von Stickstoffdeposition, klimatischer Erwärmung und Trampeln von Schafen auf Alpwiesen
- Mikroklimatologie der alpinen Vegetation
- Populationsbiologie und Reproduktionsökologie von Alpenpflanzen
- Molekulargenetik alpiner Pflanzenbestände (Genökologie)
- hydrologische Folgen der Landnutzungsänderung
- Verbuschung durch die Grünerle (Alnus viridis) und Management mit Engadiner Schafen

Auf der Alpfor finden jährlich Sommerkurse für Studierende und Doktoranden statt.

## Trägerschaft
Als Träger und Betreiber der Station fungiert der non-profit-Verein «Alpine Forschungs- und Ausbildungsstation Furka Alpfor», der an die Universität Basel gekoppelt ist. Leiterin der Station ist die Pflanzenökologin Erika Hiltbrunner.